# Argelliers
Argelliers (okzitanisch: Argelièrs) ist ein südfranzösischer Ort und eine Gemeinde mit 971 Einwohnern (Stand: 1. Januar 2022) im Département Hérault in der Region Okzitanien (vor 2016 Languedoc-Roussillon). Die Gemeinde gehört zum Arrondissement Lodève und zum Kanton Gignac. Die Einwohner werden Argelliérains genannt.

## Lage
Argelliers liegt etwa 40 Kilometer nordöstlich von Béziers und etwa 20 Kilometer westnordwestlich von Montpellier. Umgeben wird Argelliers von den Nachbargemeinden Causse-de-la-Selle im Nordwesten und Norden, Saint-Martin-de-Londres im Nordosten, Viols-le-Fort und Viols-en-Laval im Osten, Murles im Osten und Südosten, Vailhauquès im Südosten und Süden, Montarnaud im Süden, La Boissière im Südwesten und Westen sowie Puéchabon im Westen.
Nahe Argelliers liegen die Einhegung von Boussargues (französisch Enceinte préhistorique de Boussargues) und das Oppidum Roc de Pampelune. 400 m entfernt liegt das Tombe ovale de Boussargues.

## Bevölkerungsentwicklung
| Jahr                       | 1962 | 1968 | 1975 | 1982 | 1990 | 1999 | 2009 | 2020 |
| Einwohner                  | 153  | 155  | 196  | 255  | 534  | 731  | 878  | 970  |
| Quellen: Cassini und INSEE |      |      |      |      |      |      |      |      |

## Persönlichkeiten
- Max Rouquette (1908–2005), Schriftsteller